# Between Earth and Sky (serie de novelas)
Between Earth and Sky —titulado en español: Entre la tierra y el cielo— es una serie de novelas de fantasía de la escritora estadounidense Rebecca Roanhorse. Actualmente consta de dos novelas: Black Sun (2020) y Fevered Star (2022). Es una serie de fantasía épica inspirada en diversas culturas americanas precolombinas. Black Sun ganó el Premio Alex 2021 y el Premio Ignyte 2021 a la Mejor Novela para Adultos; Además, fue nominada al premio Locus a la mejor novela fantástica, al premio Nébula a la mejor novela y al premio Hugo a la mejor novela.

## Trama

### Antes de la serie
Trescientos años antes de la historia principal, la Guerra de la Lanza comenzó después de que una lancera de Hokaia se convirtiera en la primera caminante de sueños. Lideró un ejército conquistador a través del continente Meridian, pero finalmente fue derrotada. Al concluir la guerra, el Tratado de Hokaia estableció los Vigilantes, una institución cuasi religiosa en la ciudad de Tova. Las cuatro grandes ciudades acordaron prohibir la magia y el culto a todos los dioses. En Tova, el culto Odohaa continuó adorando al Dios Cuervo en secreto. Décadas antes de la historia, los Vigilantes masacraron a muchos miembros del clan Carrion Crow en un evento que se conoció como la Noche de los Cuchillos.

### Black Sun
Serapio, de la familia Carrion Crow, queda cegado y marcado con cicatrices en un ritual religioso. Se convierte en la nueva encarnación del Dios Cuervo. Años más tarde, un hombre llamado Balam contrata al Capitán Xiala para transportarlo a la ciudad de Tova. La tripulación de Xiala se amotina después de enterarse de que ella tiene poderes mágicos. Serapio convoca a un ejército de cuervos para matar a la tripulación y salvarla.
En Tova, Naranpa sirve como Sacerdote del Sol, jefe de los Vigilantes. Yatliza, líder de Carrion Crow, muere misteriosamente. Su hijo Okoa regresa a Tova e intenta evitar conflictos con los Vigilantes. En su funeral, estalla un motín y Okoa es acusada falsamente de un intento de asesinato de Naranpa. Los Vigilantes se preparan para la guerra con el culto Odohaa. Naranpa es expulsada de su puesto de Sacerdote del Sol; su guardaespaldas y ex amante Iktan[a] apoya este derrocamiento. Naranpa busca ayuda de su hermano Denaochi y Zataya, una bruja. Sacerdotes rebeldes matan a Naranpa; Zataya la resucita.
Xiala y Serapio llegan a Tova. Durante un eclipse, Serapio mata a la mayoría de los Vigilantes en Sun Rock. Se sorprende al descubrir que Naranpa, el verdadero sacerdote del Sol, no está allí. Está gravemente herido pero Okoa lo rescata. El tiempo parece congelarse y un sol negro se cierne sobre Tova cuando comienza el nuevo año.

### Fevered Star
En Cuecola, Balam aprende a practicar el paseo en sueños, algo prohibido desde el Tratado de Hokaia. Ahora que los Vigilantes están muertos y el Tratado se ha roto, se abre un vacío de poder en el continente Meridian. Balam convoca una reunión en la ciudad de Hokaia. Planea poner al clan Golden Eagle a cargo de Tova. También planea matar a Serapio, cuya supervivencia no estaba prevista.
En Tova, Naranpa se encuentra con Denaochi. Tiene la intención de convertirla en un símbolo de resistencia contra el clan Carrion Crow. Serapio y Okoa regresan al distrito de Carrion Crow y se encuentran con Esa, la hermana de Okoa, la nueva matrona del clan. Serapio discute con los líderes de Carrion Crow sobre sus planes para el futuro de Tova. Xiala va al distrito Crow, donde conoce a Iktan; escapan juntos del distrito y se unen al clan Golden Eagle en su viaje a la reunión en Hokaia. Xiala se entera de que Iktan orquestó la muerte de Yatliza y que el clan Golden Eagle estuvo detrás del intento de asesinato de Naranpa. Xiala le confiesa a Iktan que ha sido exiliada de Teek después de matar a su propia madre. Cuando Xiala llega a Hokaia, se entera de que su madre todavía está viva. Se le ordena regresar con Teek, pero ella acepta espiar a su madre para Balam.
Naranpa convoca una reunión de todos los clanes Sky Made, donde restablece el clan Coyote y acusa a Golden Eagle de traición. Estalla el conflicto y Denaochi muere. Serapio y Naranpa pelean y empatan en Sun Rock. Naranpa cura la herida de Serapio y abandona la ciudad. Serapio forma su propio ejército a partir del culto Odohaa, construye un palacio mágico y declara su intención de gobernar toda la ciudad en lugar de solo el clan Carrion Crow.

## Estilo
Hay cuatro personajes con puntos de vista en Black Sun: Serapio, Xiala, Okoa y Naranpa. La línea temporal actual se ve interrumpida por frecuentes flashbacks.

## Temas principales
Aunque Black Sun presenta muchos personajes queer y ha sido elogiado por su inclusión, un crítico de SyFy señaló que lo "queer" es producto de la supremacía blanca y la colonización. En muchas civilizaciones precolombinas, las identidades queer no se considerarían "otras", sino que se considerarían partes normales de esas sociedades. La bisexualidad de Xiala se utiliza para resaltar los distintos grados de aceptación entre las diferentes culturas. Otros personajes no son binarios y usan neopronombres, y esto es aceptado en la mayoría de las ciudades del mundo de Black Sun.

## Antecedentes
Roanhorse investigó las civilizaciones del sudeste asiático, los nativos americanos y mesoamericanos mientras escribía Black Sun. Quería escribir ficción que fuera diferente de los escenarios tradicionales europeos de las novelas de fantasía épica. Comenzó escribiendo el personaje de Xiala y afirmó que "todos los demás personajes comenzaron a unirse" después.

## Adaptación
En diciembre de 2021, se informó que AMC Studios adaptará Black Sun a una serie de televisión con Roanhorse y Angela Kang como productores ejecutivos.